# Kintaró

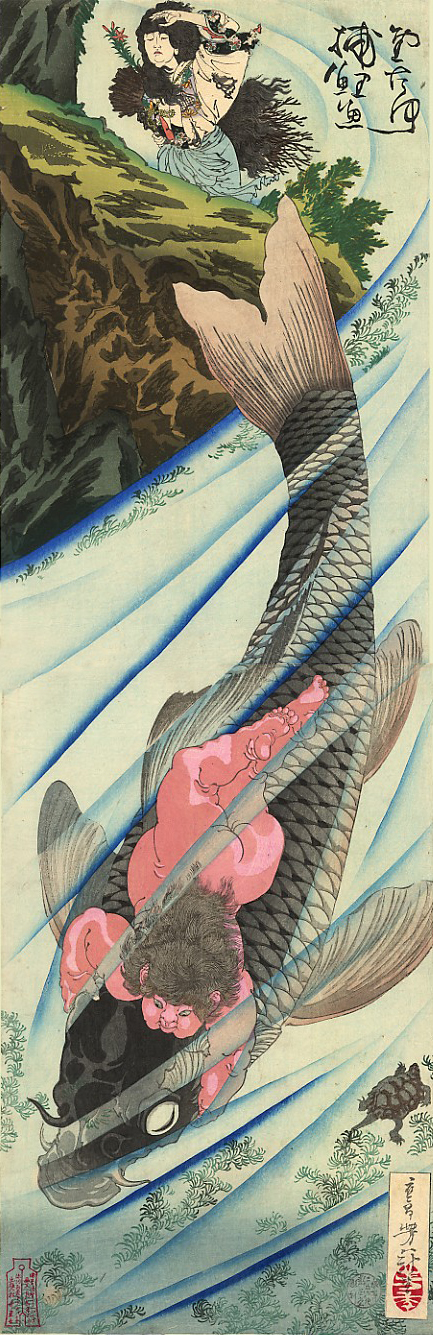
A fiatal Kintaró harca egy óriási ponttyal. Alkotó: Jositosi.

Kintaró (金太郎, Hepburn: Kintarō; gyakran „Arany fiúként” fordítják) népmesei hős a japán mondavilágból. Kintaró egy gyermek emberfeletti erővel, akit Jama-uba (hegyi boszorkány) nevelt fel az Asigara-hegyen. Összebarátkozott a hegy állataival, és később, miután elkapta Suten-dójit, az Óe-hegy körüli régió félelemben tartóját, Szakata no Kintoki (坂田 金時) néven Minamoto no Jorimicu hűséges követője lett. Népszerű alakja a bunrakunak és a kabukinak; s népszokások is kötődnek hozzá: szokás például Kintaró babát állítani a fiúk napján, hogy a fiúgyermekek erősek és bátrak legyenek.
Kintaró alakja feltehetően valós személyen alapul, Szakata Kintokin, aki a Heian-korban élt, és Minamiasigarából, Kanagavából származott. Minamoto no Jorimicu szamuráj apródjaként szolgált, és kiváló harci képességeinek köszönhetően vált közismertté.

## Legenda
Számos különböző történet szól Kintaró gyerekkoráról. Az egyik szerint édesanyja, Jaegiri hercegnő nevelte fel – aki egy gazdag ember Siman-Csója lánya- Dzsizodo falujában, közel az Asigara hegyhez. Egy eltérő történetben az anyja, a mai Jamagatai Szakatában adott neki életet. Férje, a szamuráj Szakata és nagybátyja közötti harc miatt azonban kénytelen volt elmenekülni. Végül az Asigara-hegy erdejében telepedett le, hogy felnevelje fiát. Egy alternatív verzióban Kintaró igazi anyja otthagyta a gyermeket a vadonban, vagy meghalt és így árván hagyta a fiút, ezért Jama-uba avagy hegyi boszorkány nevelte fel (az egyik történet azt írja, hogy az anyja nevelte a vadonban, de az elvadult külseje miatt, Jama-Ubának hívták). A történet legfantáziadúsabb változatában Jama-uba volt Kintaró anyja, akit az Asigarai-hegy egy vörös sárkánya által küldött mennydörgés termékenyített meg.
A legendák abban megegyeznek, hogy Kintaró már kisgyermekként is aktív és szívós, valamint pufók és pirospozsgás arcú volt, csak egy előkét viselt, amin az arany (金) kandzsija olvasható. Az egyetlen felszerelése egy balta volt (Ono vagy Masakari). Más gyerekekkel parancsolgatóan viselkedett (vagy szimplán nem voltak más gyerekek az erdőben), úgyhogy a barátai főként a Kintoki-hegy és az Asigara-hegy állatai voltak. Elképesztően erős volt, képes volt sziklákat darabokra zúzni, fákat gyökerestül kitépni, és rönköket kettétörni, mintha gallyak lennének. Az állatbarátai hírnökként és hátaslóként szolgáltak neki, és néhány legenda szerint megtanulta a nyelvüket is beszélni. Megannyi történet mesél Kintaró kalandjairól, ahol szörnyekkel és onikkal (démonokkal) harcol, medvéket győz le szumóban és segít a helyi favágóknak.
Felnőttként Kintaró megváltoztatta a nevét Szakata no Kintokira. Találkozott a szamuráj Minamoto no Jorimicuvel, amint az éppen áthaladt a Kintoki-hegy körüli területen. Jorimicut lenyűgözte Kintaró hatalmas ereje, ezért magával vitte, mint személyes csatlósát Kiotóba.Kintoki itt harcművészeteket tanult, és idővel a vezetője lett Jorimicu Sitennóinak, híres lett erejéről és a harcban tanúsított bátorságáról. Végül is visszament édesanyjáért és elhozta őt is Kiotóba. 

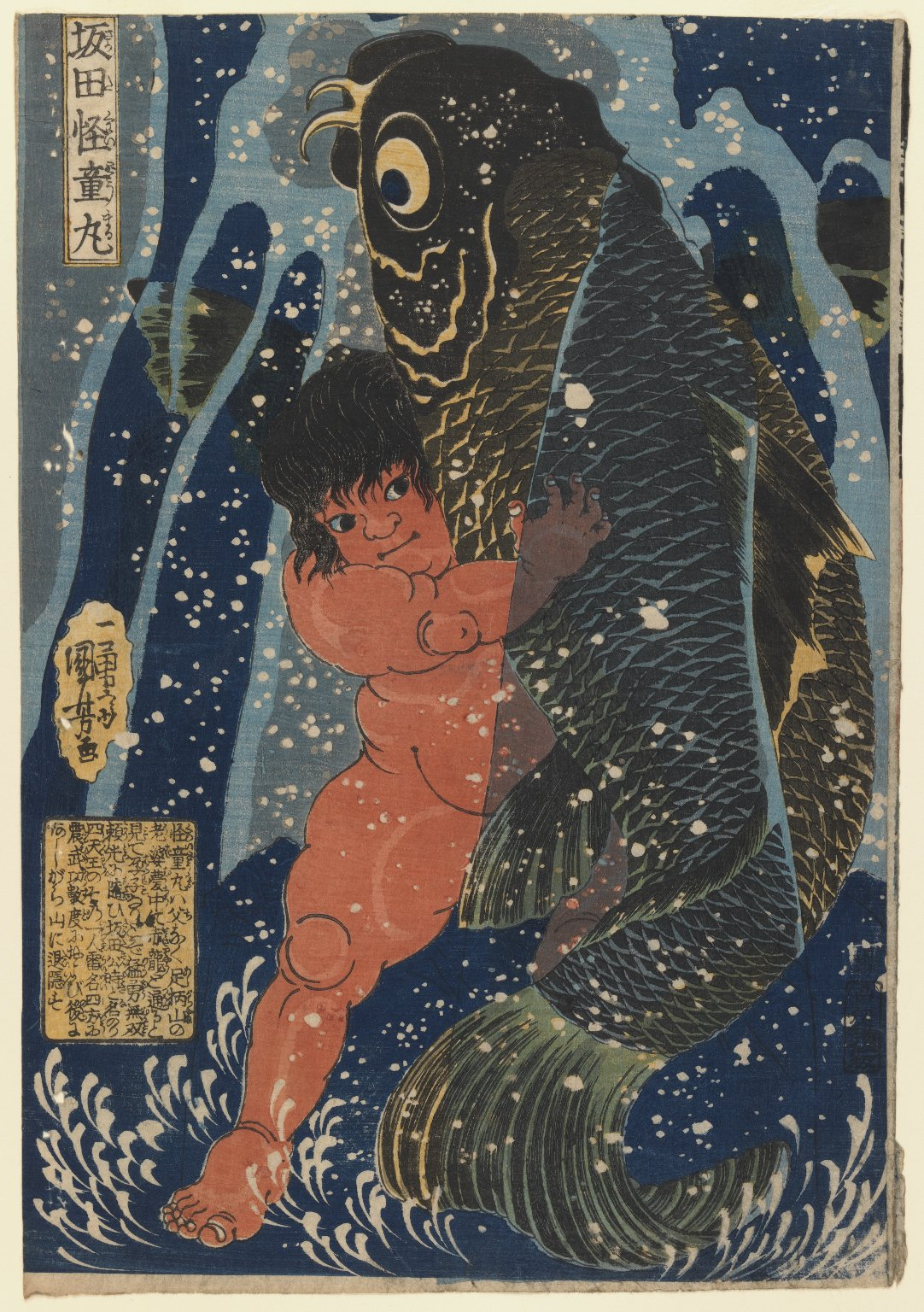
Oniwakamaru és az óriás ponty vízalatti harca. Alkotó: Utagava Kunijosi, 1835, Brooklyn Museum

## A modern Japánban

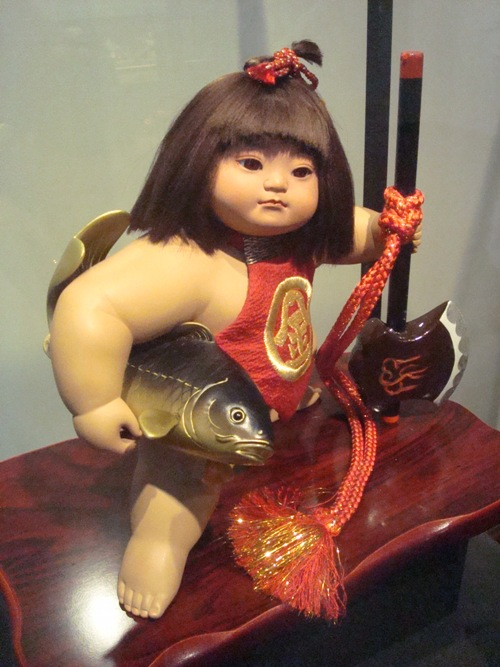
Kintaró egy ponttyal és egy fejszével (Masakari).

Kintaró hihetetlenül népszerű Japánban, és a képmása megjelenik a szobroktól kezdve a novellásköteteken át, animékben, mangákban, és akció figurákon. Például a manga és anime Golden Boy főszereplőjének ugyanez a neve. Kintarót gyakran egy baltával és haragake köténnyel ábrázolják, néha egy megszelídített medvével is. Sok képen úgy tűnik fel, amint épp megpróbál elfogni egy óriási fekete koi-t.
A Kintaró cukorka az Edo-kor óta létezik; függetlenül attól, hogy hogyan vágják el ezt a henger alakú cukorkát, Kintaró arca lesz látható benne. Japán hagyomány, hogy az újszülött baba szobáját gyermeknapon (május 5.-én) Kintaró babákkal díszítik, hogy felnőve a gyermek olyan erős legyen, mint az Aranyfiú. A népmese hősnek egy szentély van felállítva az Asigara-hegy lábánál, Hakone környékén, közel Tokióhoz. Nem messze van egy hatalmas szikla, melyet állítólag ő maga vágott ketté.

## Média
A Gintama főszereplőjének Szakata Gintokinak a neve és néhány jellemvonása kismértékben Kintarón alapul. Ez a kapcsolat a Gintama 98. részében és a manga 10. kötetében is megerősítést nyert. Azonban Gintoki neve az ezüst karaktert tartalmazza az arany helyett, és a haja is ezüst színű. Az egyik riválisa ellenben az arany hajú Szakata Kintoki.
- Az Otogi Zosi című anime sorozat egyik főszereplője Kintaró.
- A From Software által fejlesztett Otogi 2: Immortal Warriors című videójátékban, Kintoki egy fő fegyvereként egy nagyméretű fejszét forgat, ami „Karmazsin fejsze” néven ismert.
- Az Uruszei Jacura animációs TV sorozatban Kintaró űrlényként tűnik fel, amint egy repülő medvén lovagol, és egy fejszét forgat.
- The Prince of Tennis című anime és manga sorozatban, a Sitenhoji középiskola tenisz csapatának legfiatalabb állandó tagját Tójama Kintarónak hívják. Kintaró után nevezték el és osztozik az elképesztő emberfeletti erejében.
- A One Piece sorozatban Sentómaru karakter koncepciója Kintarón alapul ( Ugyanazokat a ruhákat viseli és egy óriási harci fejszét forgat). Még a speciális támadásának a neve is „Asigara Dokkoi”.
- A Power Instinct elnevezésű videójáték sorozatban Kintaró, Kintaró Kokuin nevű karakter néven tűnik fel. Támadáskor az állatbarátai, egy medve és egy koi segítik, illetve egy fejszét forgat. Valamint képes átalakulni egy kutya szerű szuperhőssé, akinek a neve „Poochy”.
- A videójáték Sin Megami Tensei: Persona 4 egyik választható karaktere lett Kintoki-Douji néven. Balta helyett azonban egy Tomahawk robot-repülőgépet hord magával.
- Az anime Kai Doh Maruban Kintoki egy fiús lány, akit Minamoto no Raikó ment meg gonosz nagybátyjától Suten Dójitól. Majd harcosnak képzi ki, fejsze hajítás és harci fejsze használatára.
- Animal Crossing: New Leaf című videójátékban az „Able Sisters” ruhaüzletben (a kiegészítők részlegen) néha lehet olyan parókát venni, ami hasonló Kintaró frizurájához.
- Az anime Garo: The Animation második évadában, Kintoki a Heian-kor egyik kortalan ifjúja, aki Raikó csatlósaként szolgál a harcban.
- A Nioh videójátékban Kintoki a Kinki régió utolsó küldetésében tűnik fel, hogy segítse a játékost, Williamet egy erős démon legyőzésében.

## Fordítás
- Ez a szócikk részben vagy egészben  a   Kintarō című angol Wikipédia-szócikk fordításán alapul.  Az eredeti cikk szerkesztőit annak laptörténete sorolja fel. Ez a jelzés csupán a megfogalmazás eredetét és a szerzői jogokat jelzi, nem szolgál a cikkben szereplő információk forrásmegjelöléseként.